# Pfarrkirche Hohenems

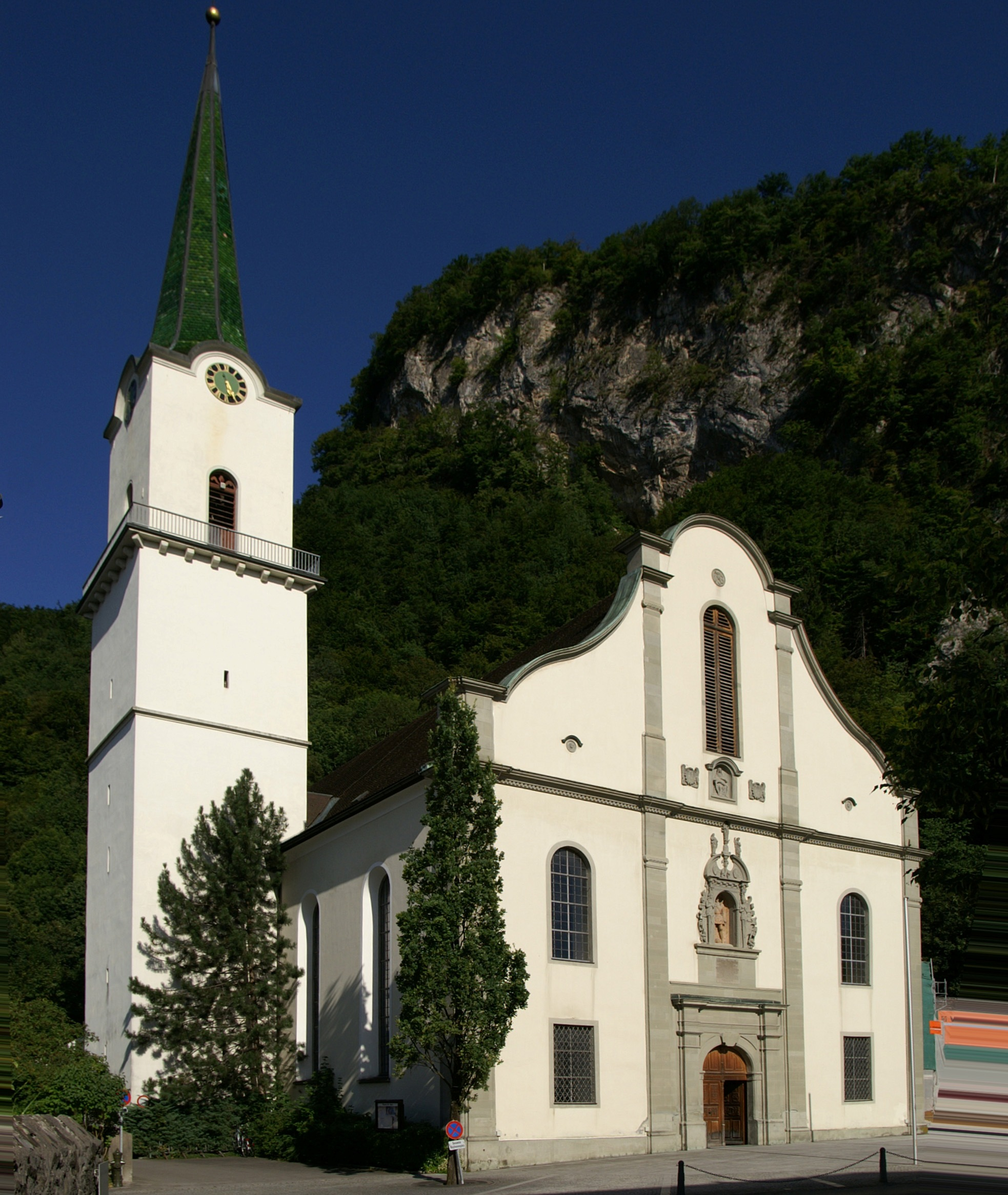
Pfarrkirche Hl. Karl Borromäus in Hohenems

Die römisch-katholische Pfarrkirche Hohenems steht im Ortsteil Markt der Gemeinde Hohenems im Bezirk Dornbirn in Vorarlberg. Sie ist dem heiligen Karl Borromäus geweiht und gehört zum Dekanat Dornbirn in der Diözese Feldkirch. Das Bauwerk steht unter Denkmalschutz.
Das Patrozinium des heiligen Karl Borromäus wird jährlich am 4. November begangen. Karl Borromäus ist Stadtpatron von Hohenems.

## Lage
Die Kirche ist ein fast nach allen Seiten freistehender spätbarocker Steinbau, der das Ortszentrum von Hohenems beherrscht und westseitig an der Marktstraße, süd-ostseitig an der Schlossbergstraße liegt.
Das Pfarrzentrum ist westwärts etwa 110 m Luftlinie entfernt.
Neben dem denkmalgeschützten Rathaus in Hohenems befindet sich die 1617 errichtete, denkmalgeschützte Kapelle hl. Karl Borromäus.

## Geschichte
1351 bestand in Hohenems eine Kapelle, die einer hl. Katharina geweiht war und die um 1490 erweitert wurde. Seit 1354 bestand in Hohenems eine Lokalkaplanei. Die Pfarre Hohenems war bis ca. 1498 Teil der Pfarre Lustenau und ist seither selbstständige Pfarre. Der heilige Karl Borromäus besuchte Hohenems 1570 (Graf Jakob Hannibal von Hohenems war der Gatte seiner Halbschwester Hortensia).
Die 1467 errichtete und im Jahr 1468 zu Ehren des hl. Sebastian geweihte Kapelle in Dornbirn-Oberdorf wurde von 1471 bis 1771 von einem hohenemsischen Hofkaplan seelsorgerisch betreut.
1576–1580 wurde nach Plänen von Esaias Gruber eine neue Kirche errichtet (Hannibal-Kirche), die 1581 geweiht wurde. Der heutige Kirchenbau aus den Jahren 1796/97 wurde von Jakob Scheiterle ausgeführt. 1806 wurde das Kirchengebäude fertiggestellt und eingeweiht. Die neue Pfarrkirche wurde unter großem persönlichen und finanziellem Einsatz des Pfarrers Joseph Fetz (* 17. April 1751 in Schwarzenberg; † 12. Juni 1832 in Hohenems, begraben in der Kapelle hl. Sebastian und hl. Antonius) neu gebaut. Die Kosten für die Pfarrkirche wurden auf 8565 Gulden berechnet. Pfarrer Joseph Fetz spendete schlussendlich über 3000 Gulden aus privatem Vermögen.
1974 wurde das Pfarrvikariat Herrenried von der Pfarre Hohenems abgetrennt.

## Architektur
Der Kirchenbau ist ein dominanter, spätbarocker Saalbau mit eingezogenem Chor und geschwungener Westfassade. Das Bodenniveau liegt etwa auf 431 m ü. A. Die Kirche ist nach Südwest-Nordost ausgerichtet, etwa 23 m hoch, etwa 50 m lang, 20 m breit. Der Kirchenbau selbst hat ein steiles Satteldach und große, dominierende Rundbogenfenster, die den Kirchenraum großzügig natürlich belichten.
Der nordseitig an das Langhaus angebaute quadratische, etwa 36 m hohe, Turm weist einen Spitzgiebelhelm auf und hat vier Rundbogenschallöffnungen. Er ist nicht öffentlich zugänglich. Im Bereich der Schallöffnungen ist ein offener, umlaufender Gang angebracht.
Der Chor ist nach Nordosten ausgerichtet, baulich tiefer gezogen an das Langhaus angefügt und ist durch den flachgedrückten Chorbogen architektonisch deutlich abgegrenzt.
Esaias Gruber der Ältere († um 1595) und der Jüngere, Bildhauerfamilie, schufen einige Bildwerke in der Pfarrkirche.
Das zweiflüglige, südwestlich befindliche, Haupttor zeigt im oberen Bereich feingliederige Schnitzereien. Über dem Hauptportal mit Sandstein-Rahmen befindet sich eine Statue des Jakob Hannibal von Hohenems. Zwischen Hauptportal und Statue ist eine Inschriftentafel angebracht, auf der in lateinischer Sprache an Jakob Hannibal erinnert wird. Oberhalb der Statue befindet sich ein Sandsteinrelief einer „Pietà“ an der Fassade.
Ein medaillonförmiges Deckenfresko im Langschiff zeigt „Mariä Aufnahme in den Himmel“. Das dominierende quadratische Deckenfresko zum Chor zeigt die Darstellung von König Salomon, der seine Mutter bittet, auf dem Thron Platz zu nehmen. Zur Empore hin befindet sich ein Deckenfresko, welches eine Allegorie des Konzils von Trients darstellt, in welchem am Rand auch weltliche und geistliche Würdenträger aus Hohenems abgebildet sind sowie Wappen der Grafen von Hohenems und der Grafen von Waldburg. Alle Deckenfresken stammen von Andreas Brugger (1737–1812) und aus dem Jahr 1798.
An der rechten Seitenwand zum Chor hin befindet sich ein barockes Gemälde des betenden hl. Karl Borromäus. An der linken Wandseite befindet sich die, heute nicht mehr in Gebrauch befindliche, Kanzel, daneben auf einem kleinen Simms eine Statue des Erzengel Michael.
Die hölzernen Kirchenbänke sind mit kunstvoll-einfachen, sich wiederholenden, geschnitzten Verzierungen ausgestattet.
Der Kirchenbau ist über einen oberirdischen Gang mit etwa 50 m Länge mit dem Palast Hohenems verbunden.
Der Chor wird links (Marienaltar) und rechts (Josephsaltar) von Seitenaltären flankiert und wird mit Stufen zum Chor hin abgegrenzt.
Das Deckenfresko im Chor zeigt das letzte Abendmahl von Andreas Brugger (1798).

## Ausstattung

### Hochaltar

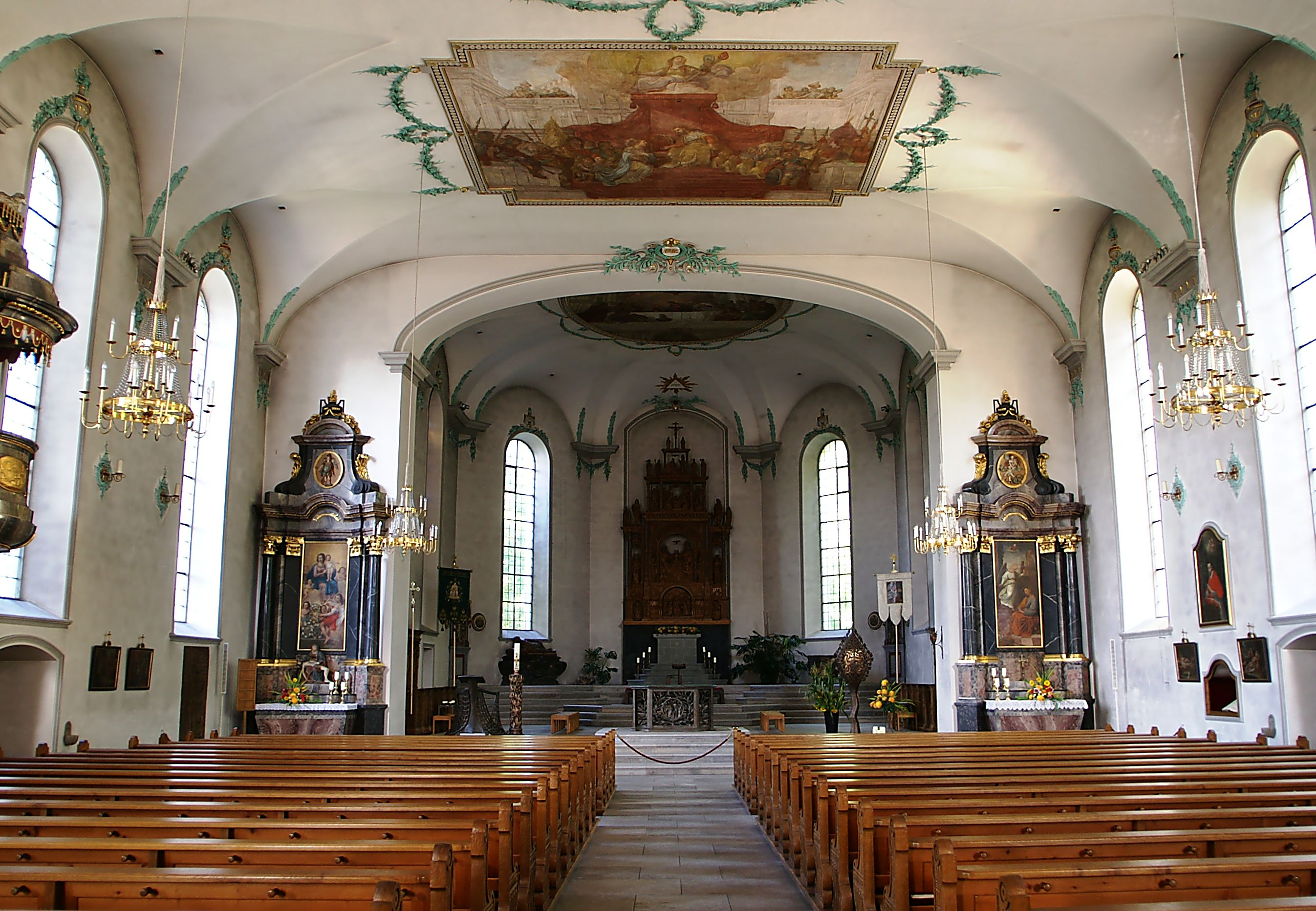
Blick aus dem Langschiff auf den Chor.

Der hölzerne, geschnitzte Renaissance-Hochaltar aus dem Jahr 1580 von Heinrich Dieffolt steht auf einem dunkelgrauen Steinsockel. Zentrales Detail dieses Altars ist die Krönung Mariens.
Vor dem Hochaltar, einige Treppenstufen niederer, steht auf einem kleinen Podest ein Volksaltar.

### Seitenaltäre
Der linksseitige, weitgehend schwarz gehaltene, Marienaltar beherbergt ein Altarbild mit der „Rosenkranzmadonna“, vermutlich von Andreas Brugger. Unterhalb des Bildes befindet sich eine Ton-Pietà von 1597, deren Kopie außen an der Fassade in einer Nische oberhalb des Horizontalgesimses angebracht ist. Das Oberbild zeigt den Erzengel Michael.
Der rechtsseitige, weitgehend schwarz gehaltene, Josephsaltar zeigt als Altarbild den „Traum“ des Heiligen Josef von Gebhard Flatz (1846). Das Oberbild ein Schutzengelrelief.

### Kreuzwegstationen
Die 14 Kreuzwegstationen sind entlang der Wände des Hauptschiffes angebracht. Es handelt sich dabei um Ölgemälde in einem schlichten schwarz-goldenen Holzrahmen.

### Orgel

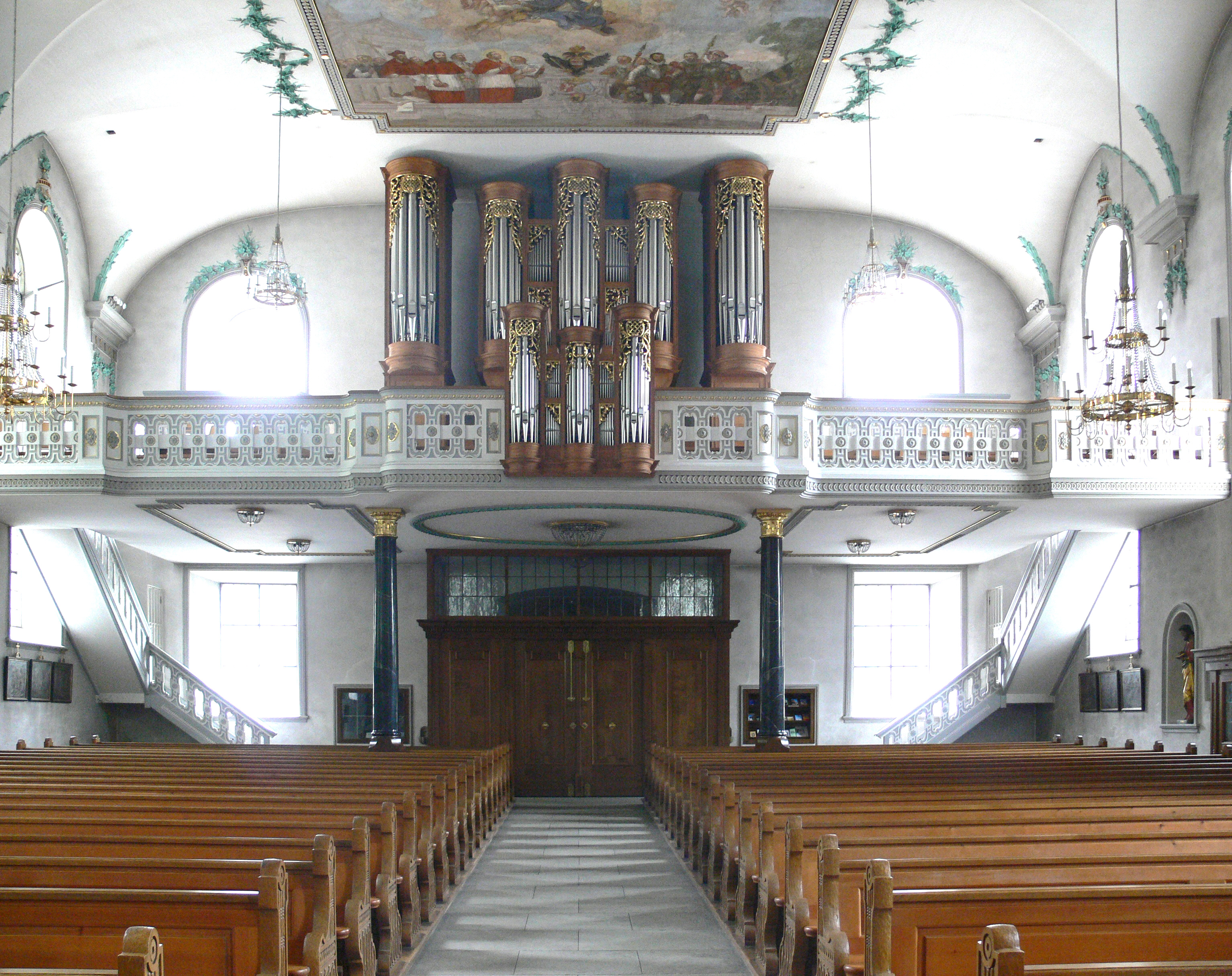
Orgelempore.

Die geschwungene, echte Empore  trägt die eindrucksvolle, 1987 errichtete Gollini-Orgel mit 40 Registern auf drei Manualen und Pedal und hat vom Hauptportal aus beidseitig einen Aufgang.

### Epitaph für Graf Jakob Hannibal von Hohenems

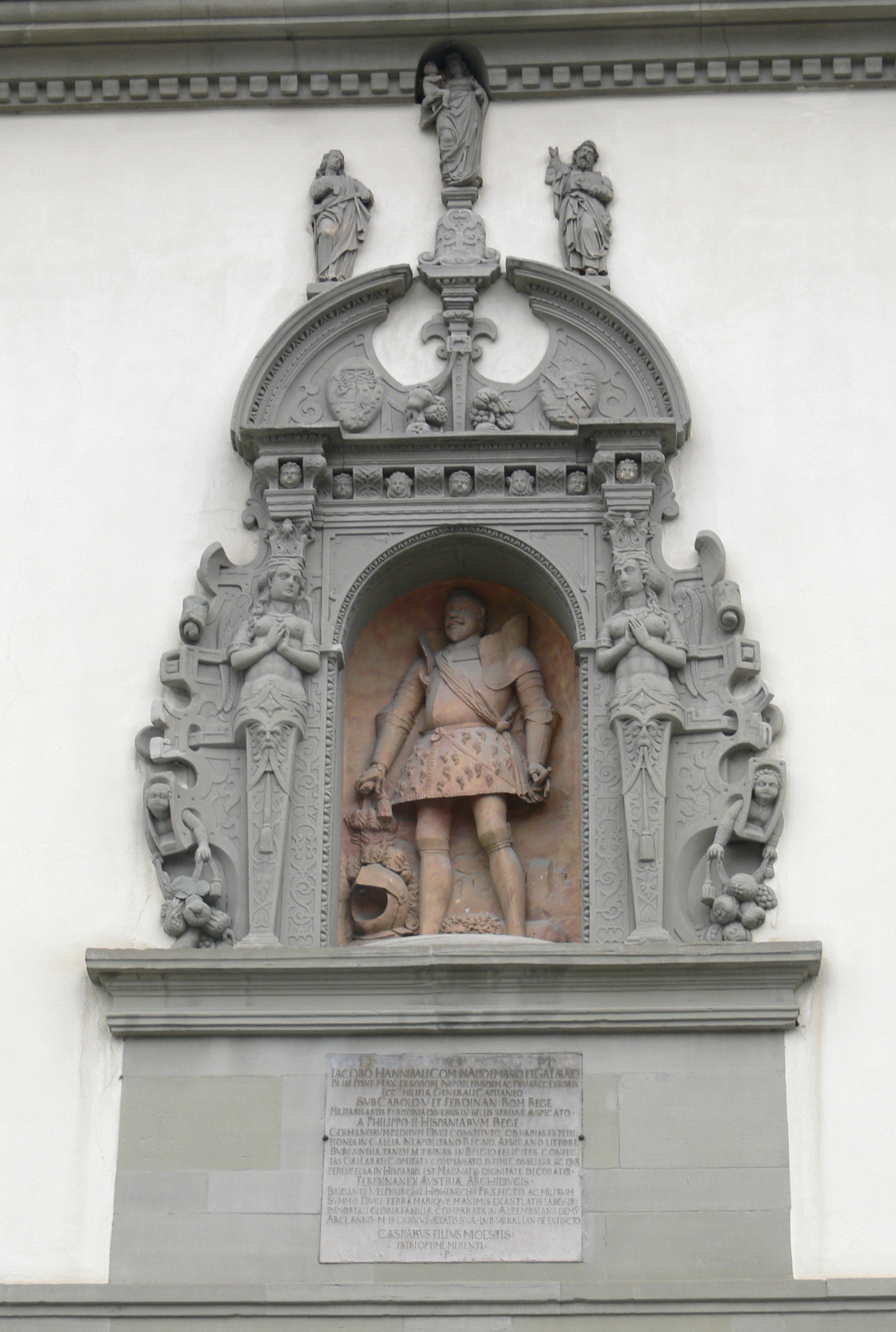
Epitaph für Graf Jakob Hannibal von Hohenems

Das für den Innenraum konzipierte Epitaph für Graf Jakob Hannibal von Hohenems, das dessen Sohn, Graf Kaspar von Hohenems, 1597 bei Esaias Gruber aus Lindau in Auftrag gegeben hatte, ist über dem Hauptportal in die Westfassade eingelassen. Bei der Neugestaltung der Kirche wurde so ein besonders repräsentativer Ort gewählt, um die Erinnerung an den Grafen lebendig zu halten. Stilistisch ist dieses Epitaph üppige späte Renaissance, mit dem Bauherrn in Rüstung, aber barhäuptig und mit niedergelegtem Helm in einer Rundbogennische, flankiert von zwei barbusigen Karyatidenpilastern, die die Hände vor der Brust zusammengelegt haben. Die seitliche Ornamentik besteht aus Roll- und Beschlagwerk, wobei die Elemente sich scheinbar gegenseitig durchdringen, ganz außen blicken zwei kleine menschliche Wesen mit ihrem Kopf durch einen rechteckigen Rahmen und halten in den hinter dem Rahmen gebliebenen Händen je ein Fruchtgehänge. Im oben abschließenden, verkröpften Fries wechseln sich 8 graue Schmuckkonsolen mit ornamentalem Beschlagwerk ab mit 7 gelblichen Kinderköpfen in den Zwischenräumen. Die trapezförmig sich verjüngenden unteren Hälften der seitlichen Pilaster tragen jeweils eine groteske Maske, aus deren Mund je zwei nach außen gezogene Bänder hervorkommen. Oben wird das Epitaph von einem gesprengten Segmentbogengiebel abgeschlossen, in dessen Mitte eine hohe Konsole nach oben wächst, die eine Statue von Maria mit dem Kinde trägt; zwei weitere Figuren stehen auf seitlichen Konsolen an den Bogenabschnitten.
Die lateinische Inschrift lautet: D.(EO) O.(PTIMO) M.(AXIMO) / IACOBO HANNIBALI COM:(ITI) IN ALTO EMBSIO ET GALARATO / PII. IIII. PONT.(IFICIS) MAX:(IMO) EX SORORE NEPOTI, EIVSDEM AC PII. V. SVCCESSORIS / ECC:(LESI)AE MILITIAE GENERALI CAPITANEO. / SVB CAROLO. V. ET FERDINAN:(DO) ROM:(ANORVM) REGE / MILITARIS ARTIS TYROCINIA DIVERSIS IN BELLIS STRENVÈ AVSPICATO. / A PHILIPPO. II. HISPANIARVM REGE. / GERMANORVM PEDITVM DVCI CONSTITVTO. OB VARIAS EXPEDI/TIONES IN GALLIA. NEAPOLITANO REGNO. AFRICANO LITTORE / BVRGVNDIA. TANDEM TRINAS IN BELGIO FELICITER CONFEC/TAS GALLARATI COMITATV COMPENSATO. INTIMI CONSILIARII. AC QVAE PER EXCELSA IN HISPANIS EST. MAGNATIS DIGNITATE DECORATO. / FERDINANDI AVSTRIAE ARCHIDVCIS. / BRIGANTII. VELDKIRCHII. HOHENECHII PRAEFECTO. AC MILITVM / SVMMO DVCI. TERRA MARIQVE MAXIMIS EXANTLATIS LABORIB:(VS) / IMMORTALI GLORIA FAMILIAE COMPARATA IN ALTEMBSIANA DEMV / ARCE; ANNO. M. D. LXXXVII. AETATIS SVAE. LVII. VII. KAL.(ENDIS) IAN.(VARII) PIÈ EXTINCTO / CASPARVS FILIVS MOESTIS / PATRI OPTIMÈ MERENTI / .P(OSVIT).
Das Epitaph ist mit zwei Wappen versehen. Das heraldisch rechte für Graf Jakob Hannibal ist unter einem Schildhaupt geviert und besitzt drei verschiedene Inhalte, die auf fünf Plätze verteilt sind. Die Felder 1 und 4 zeigen das Stammwappen der Grafen von Hohenems, in Blau ein goldener aufspringender Steinbock. Die Felder 2 und 3 tragen jeweils das Wappen der florentinischen de Medici. Jakob Hannibal war der Sohn von Clara bzw. Chiara Medici (gestorben 1560), Schwester von Papst Pius IV. und von Condottiere Gian Giacomo Medici, der im Schatten seines päpstlichen Bruders zum Marchese di Marignano, also Markgraf von Marignano aufstieg. Alle genannten Geschwister waren Kinder von Bernardo Medici. Alle entstammten einer unbedeutenden und verarmten Familie des Namens Medigino oder Medeghino aus Mailand, die ihren Namen in Medici di Melegnano bzw. Medici di Nosigia änderte. Genealogisch haben sie nichts mit den echten de Medici aus Florenz zu tun. Im Schildhaupt sehen wir in Rot zwei schräggekreuzte Schlüssel, der schrägrechte golden, der schräglinke silbern, vor einem golden-rot gestreiften Padiglione, alle drei Schäfte am Kreuzungspunkt von einer Schleife zusammengehalten. Das Band der Schleife ist durch die Griffe der Schlüssel nach außen gezogen und endet mit einer kleinen Quaste. Jakob Hannibal von Hohenems profitierte von seinem Onkel auf dem Papstthron, wurde päpstlicher Gesandter am spanischen Hof und Oberbefehlshaber aller päpstlichen Truppen, und weil er im Jahr 1565 Generalgubernator von Rom und dem Kirchenstaat war, hat er diese Elemente in sein Wappen aufgenommen.
Das heraldisch linke Wappen ist für die in Mailand geborene Ortensia Borromeo Contessa di Arona, die Tochter von Giberto Borromeo Conte di Arona und dessen zweiter Ehefrau, Taddea Dal-Verme Contessa di Bobbio. Das Wappen geviert mit Herzschild, Feld 1 und 4: in schrägem, blau-silbernen Wolkenfeh zwei grüne Schrägbalken (Stammwappen der Vitaliani von Padua), Feld 2: halbgespalten und geteilt, oben rechts: in Rot ein aufspringendes goldenes Einhorn mit einem Band um den Hals (eigentlich müsste im rechten oberen Eck noch die Schlange der Visconti in silbernem Feld dargestellt sein, umgeben von einem goldenen Strahlenkranz, fehlt hier), oben links: in Silber die Devise "Humilitas" (Demut) in schwarzen gotischen Lettern, überhöht von einer goldenen Krone (Devise der Borromeo), unten: fünfmal rot-grün geteilt und überdeckt von einem silbernen Schrägbalken (Stammwappen der Borromeo di San Miniato), Feld 3: halbgespalten und geteilt, oben rechts: in Rot ein aus einem goldenen Korb wachsendes goldenes Kamel, dessen Höcker eine goldene Krone krönt mit einem Federbusch aus fünf abwechselnd silbernen und blauen Straußenfedern (Bilddevise von Vitaliano I. Borromeo), oben links: in Silber das Motto "Humilitas" in schwarzen gotischen Lettern, überhöht von einer goldenen Krone, unten: fünfmal rot-grün geteilt und überdeckt von einem silbernen Schräglinksbalken (Borromeo di San Miniato, gespiegelt), Herzschild: in Rot eine schräg gestellte silberne Sturmleiter (auch als Rost interpretiert).

### Epitaph für Markus (Marx) Sitticus von Ems
Im Inneren der Kirche gibt es auch noch ein älteres Grabdenkmal: In die nördliche Langhauswand ist vor dem Seitenaltar die Tumba-Deckplatte für Markus (Marx) Sitticus von Hohenems (gestorben am 25. Juli 1533) eingelassen. Insgesamt sehen wir an Wappen: 3× von Hohenems übereinander auf der Schwertseite, jeweils als einwärts gewendetes Vollwappen ausgearbeitet (in Blau ein aufspringender goldener Steinbock, auf dem Helm mit golden-blauen Decken ein wachsender goldener Steinbocksrumpf), von Freyberg (silbern-blau geteilt, unten drei (2:1) goldene Kugeln), von Landenberg (geviert, Feld 1 und 4: in Rot drei (2:1) silberne Ringe, Feld 2 und 3: golden-schwarz geviert) und von Neidegg/Neideck (in Silber schrägbalkenweise drei schräggestellte rote Pilgermuscheln bzw. Jakobsmuscheln).
Die ausführliche Inschrift lautet im oberen, waagerecht zu lesenden Teil: "Dar li(eg)t begraben der edel und gestreng her(r) her(r) mark(us) si/ttich von emps zu hohenemps Ritter .. Kais(er)l(icher) Rat und / vogt zu bregentz und helena vo(n) emps gebor(e)ne / von fr(e)yberg sein e/(h)eli(c)her gemahel au(c)h / li(eg)t da begraben her(r) markwaldt vo(n) emps / zu der hohenemps ritter und anna / von lan(de)nberg zu der hohenla/ndenberg sein e(he)li(c)her gemahel / des obg(e)m(elts) h(errn) m(arks) vo(n) e(mps) vater u(n)d // mut(t)er". Markus Sittich Herr von Hohenems (1466–25.7.1533), kaiserlicher Rat und Vogt von Bregenz, hatte also am 6. Mai 1494 Helena von Freyberg geheiratet, was das oberste Wappenpaar erklärt. Er selbst war der Sohn von Markwald (Marquart) IV. Herr von Hohenems, Ritter, und dessen Frau, Anna von Landenberg zu Hohenlandenberg, was das zweite Wappenpaar erklärt.
Die Inschrift setzt sich auf der rechten Seite wie folgt fort: "mut(t)er w(e)itter li(eg)t da begrab(e)n d(er) e(del) und v(est) markwalt v(on) e(mps) und / (V)Eronek(a) von n(e)idegk sein e(he)li(c)her gemahel des obgem(e)lt(e)n h(errn) m(arkus) /". Markwald (Marquard) V. Herr von Ems zu Hohenems, Vogt von Bludenz und Sonnenberg, hatte Veronika von Neidegg geheiratet, wovon ersterer spätestens 1523 verstorben ist. Die unterste, auf dem Kopf stehende Partie der Inschrift lautet: "eh(e)li(c)her so(h)n au(c)h li(eg)t da begr(abe)n d(er) e(del) und v(est) friedrich / (von) e(mps) des ob gemelt(e)n h(errn) m(arkus) e(he)li(c)her so(h)n au(c)h al(l)en //". Marquard V. war also der Sohn von Markus Sittich von Ems, und er starb wie auch ein weiterer Sohn namens Friedrich vor seinem Vater, ersterer um 1523, der zweite um 1526. Veronika von Neidegg war die Tochter von Viktor von Neideck (gestorben 1502), begütert in Eberhardszell bei Biberach, und Ursula von Riedheim.
Es handelt sich also um ein Sammelepitaph für insgesamt drei aufeinander folgende Generationen, wobei der letztverstorbene aus der mittleren Generation stammt. Die sechs Wappen sind also für Ehemann (Ems) und Ehefrau (Freyberg), Vater (Ems) und Mutter (Hohenlandenberg), Sohn (Ems) und Schwiegertochter (Neidegg). Der letzte Teil der Inschrift auf dem linken Rand lautet: "herren und frowen so uss dem edelen stam(m)en der / von emps ver schaiden seind den(en) got(t) genad(e) 1533". Von den beiden früh verstorbenen Söhnen Markus Sittichs war nur Marquard V. verheiratet und hatte Nachkommen, Friedrich nicht. Ein weiterer Sohn von Markus Sittich war Georg Sigmund von Ems (gestorben 1547), Domherr in Konstanz und Basel. Er hatte auch noch eine Tochter namens Anna, welche 1522 Wolf Gremlich von Jungingen und in zweiter Ehe Jörg von Rechberg heiratete. Ein letzter Sohn aus dieser Generation war Wolf Dietrich von Ems (gestorben 1538), Vogt von Bludenz und Sonnenberg, dieser heiratete Clara de Medici, und deren Sohn ist der Kirchenbauherr, und damit ist der Anschluss zum oben beschriebenen Epitaph an der Außenseite geschafft. Aber auch der früh verstorbene Marquard V. setzte die Familie in einer anderen Linie fort, sein Sohn wiederum war Mark Sittich II. Herr von Hohenems (gestorben 1565), Vogt von Bludenz und Sonnenberg, verheiratet mit Eva von Dankerschweil, von denen wiederum Hans Christoph von Ems (gestorben 1603) abstammt, vermählt mit Maria von Paumgarten.

### Epitaph für Graf Kaspar Marcus von Hohenems

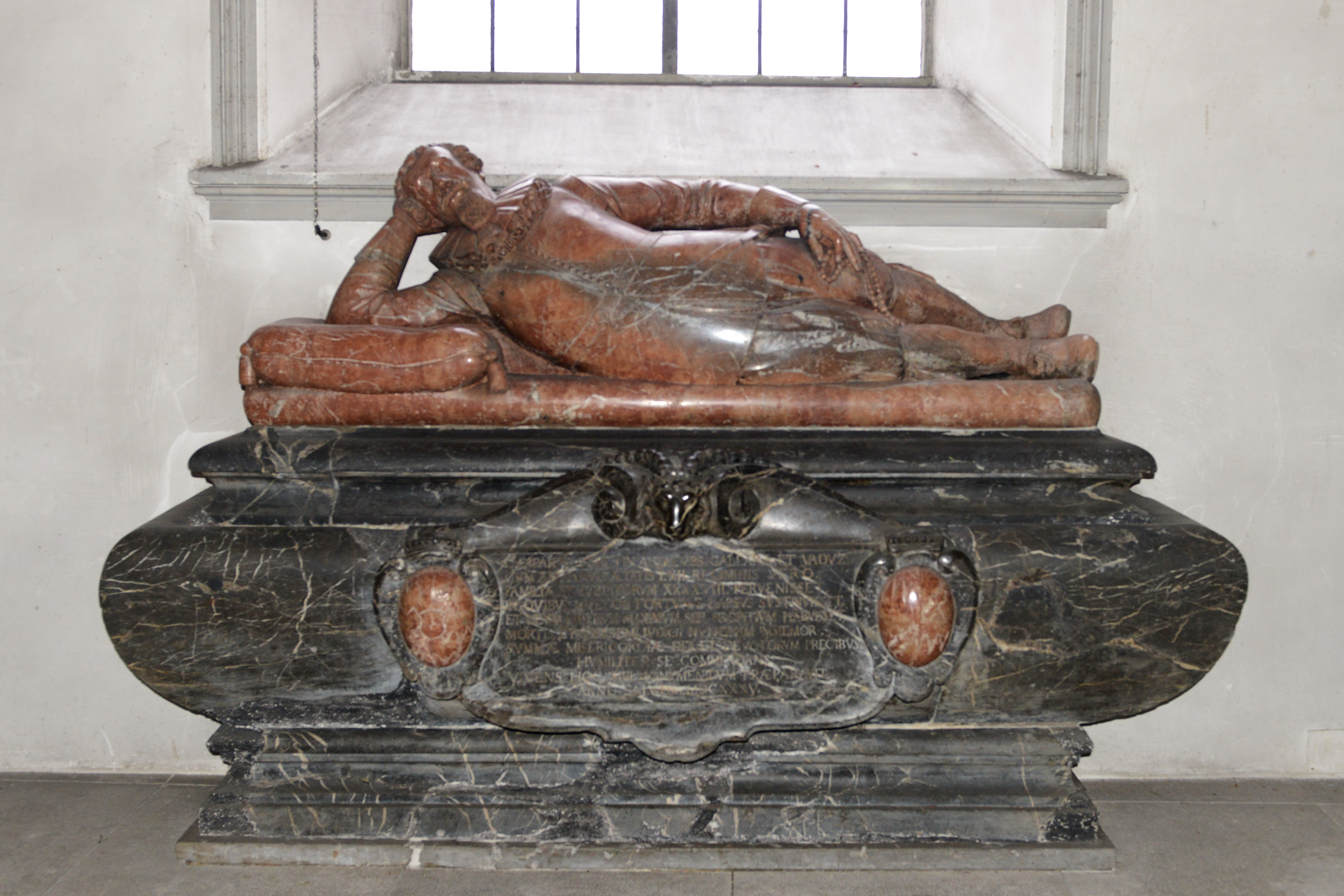
Graf Kaspar Marcus von Hohenems

Ein weiteres Grabdenkmal aus dem Jahre 1635 gibt es für Graf Kaspar Marcus von Hohenems (geboren 1573, gestorben 1640) mit einer Liegefigur des Verstorbenen und den drei Wappen von Hohenems, von Welsperg und von Sulz, die beiden letzteren für Kaspars beide Ehefrauen, das waren Eleonore Freiin von Welsperg-Primör (geboren 1573, gestorben am 4. Januar 1614), die Tochter von Christoph Freiherr von Welsperg und Dorothea Freiin von Firmian (gestorben 1585), und Anna Amalia von Sulz (geboren 1593, gestorben am 26. April 1658), die Tochter von Karl Ludwig Graf von Sulz (geboren am 9. Juli 1560, gestorben am 29. September 1616) und Dorothea Katharina zu Sayn (geboren am 16. Mai 1562, gestorben 1609). Dieses Grabdenkmal wurde aus Untersberger Marmor gehauen und ist eine Arbeit des Bildhauers Hans Konrad Asper aus Konstanz.

## Glocken
Während des Ersten Weltkriegs mussten die Glocken 1916 für Kriegszwecke abgeliefert werden.
Am 15. Oktober 1922 wurden fünf neuen Glocken der Gießerei Bendorf durch den Generalabt Kassian Haid aus Mehrerau geweiht. Während des Zweiten Weltkriegs mussten auch diese Glocken 1942 für Kriegszwecke abgeliefert werden.
Nach dem Krieg fand am 15. August 1954 die Weihe von fünf neuen Glocken statt, die in der Gießerei Hamm & Hartner in Gröding bei Salzburg gegossen wurden und auf die Schlagtöne H°, d', e', fis' und a' gestimmt sind.

## Friedhof
Der Stadtfriedhof hinter der Kirche wurde erst 1959 eingeweiht. Er liegt etwa auf 428 m ü. A. bis 421 m ü. A., ist etwa 285 m lang und bis zu 85 m breit. Der Friedhof ist großzügig angelegt. Auf der südöstlichen Seite grenzt er an den Tiergartenweg, westlich an die Schlossbergstraße. Von der Pfarrkirche ist der Friedhof etwa 100 m entfernt.
Es befinden sich darin traditionelle Erdgräber und mehrere Urnenwände.

## Kriegerdenkmal

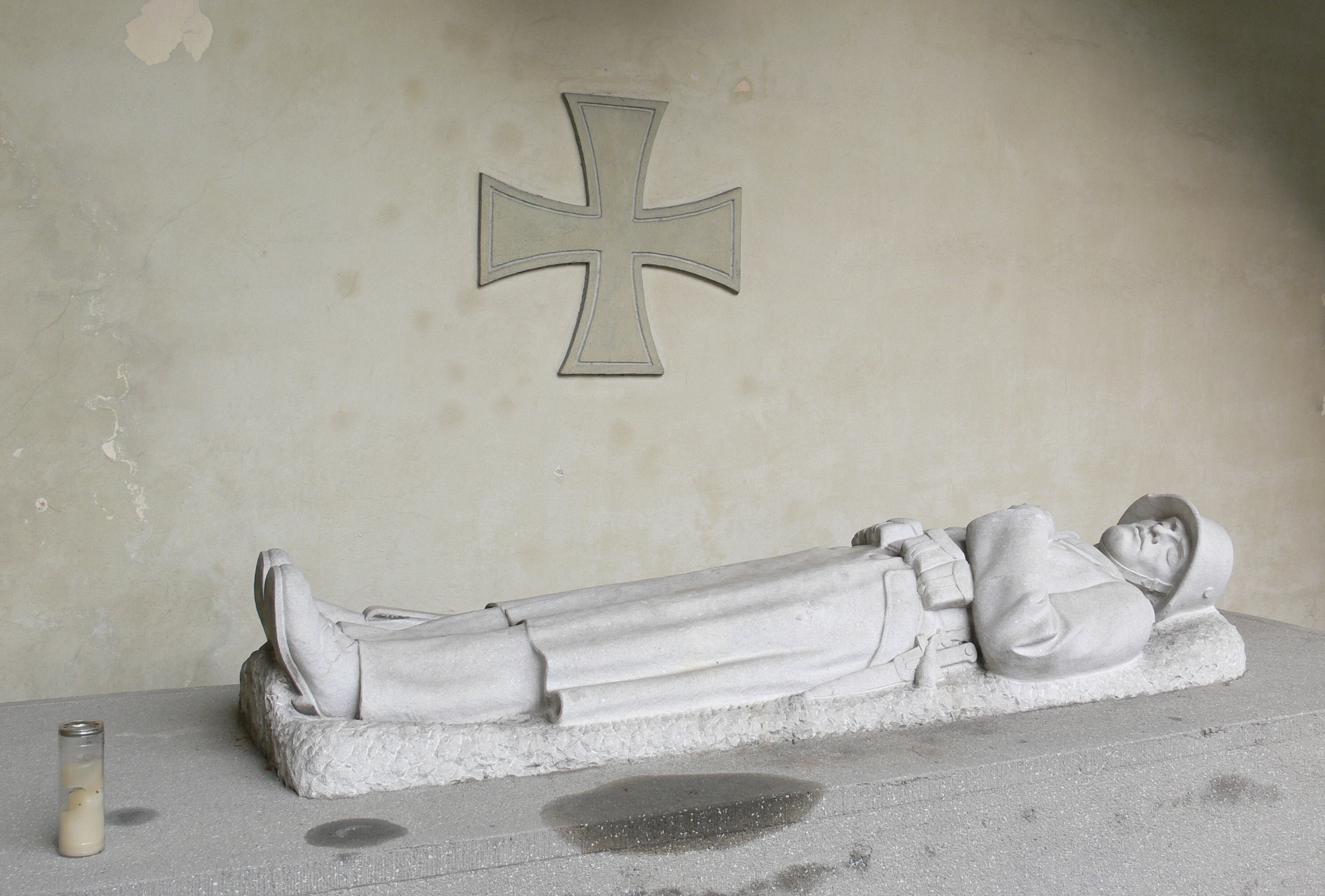
Kriegerdenkmal „Liegender Soldat“.

Das denkmalgeschützte Kriegerdenkmal wurde nach Plänen des Dornbirner Architekten Emanuel Thurnher 1936 entworfen und gebaut. Die Figur des liegenden Soldaten stammt von Franz Plunder (1935/36).